# Veljko Rus
Veljko Rus, slovenski filozof, sociolog, akademik, * 8. december 1929, Višnja Gora, † 26. februar 2018.
Med vojno je bil zaradi bojkotiranja rimskega pozdrava 1942 izključen iz gimnazije; sodeloval je v OF in se po kapitulaciji Italije v Beli krajini pridružil očetu Josipu Rusu ter kot mladoletnik postal partizanski stražar in kurir.   Po končani gimnaziji v Ljubljani 1948 je v Beogradu in nato v Ljubljani študiral filozofijo, iz katere je 1953 diplomiral. Leta 1954 se je zaposlil kot asistent pri Borisu Ziherlu na Katedri za filozofijo Filozofske fakultete Univerze v Ljubljani. 1957/58 je bil na specializaciji v Poitiersu in Parizu ter dokončeval doktorsko tezo z naslovom Gnoseološki pomen Marxovih tez o Feuerbachu. Po vrnitvi v Ljubljano je bil leta 1959 (podobno kot Taras Kermauner in Jože Pučnik; slednji je bil takrat tudi prvič obsojen in zaprt) zaradi svojega kritičnega publicističnega delovanja s fakultete odpuščen ter 1960 izključen iz ZK, obramba disertacije pa mu je bila onemogočena. Kot aktiven pripadnik t. i. kritične generacije je deloval v uredništvih Revije 57 in nato tudi kot (so)urednik Perspektiv; obe reviji sta bili politično ukinjeni, slednja (leta 1964) tudi zaradi njegovih kritičnih člankov. 
Leta 1960 je bil povabljen na Zavod za izobraževanje kadrov in proučevanje organizacije dela (Višja kadrovska šola, kasneje Zavod/Višja/Visoka šola/Fakulteta za organizacijo dela) v Kranju, kjer je sodeloval pri njenem razvoju. Utemeljil je sociologijo dela, napisal prvi učbenik zanjo ter jo predaval do leta 1964, ko je zaradi vnovičnih političnih diskvalifikacij in pritiskov moral šolo zapustiti, a je bilo prav to obdobje odločilno za njegovo nadaljnjo profesionalno pot. V letih 1964-68 je nadaljeval delo na Zavodu za revizijo poslovanja v Ljubljani.  
Ko je dobil Fordovo štipendijo za študij v ZDA, se je tam 1968/69 dodatno strokovno usposabljal na področju sociologije organizacije, pisal doktorat in imel občasna predavanja na Columbiji v New Yorku, v Ann Arborju in Berkeleyju. Po vrnitvi je 1969 doktoriral na oddelku za sociologijo Filozofske fakultete Univerze v Zagrebu s temo Moč in odgovornost v delovnih organizacijah (1970, mentor Rudi Supek). 
Na ljubljansko univerzo se je lahko vrnil leta 1970, ko je postal najprej docent in 1972 izredni profesor za sociologijo dela na njeni novopridruženi članici, Fakulteti za sociologijo, politične vede in novinarstvo (FSPN), kjer je vzpostavil program kadrovsko-organizacijskega študija sociologije. Bil je mdr. aktiven član t. i. Korčulanske šole revije Praxis in zagrebškega kroga Čovjek i sistem. Leta 1974 je še enkrat padel v politično nemilost in bil skupaj s še tremi predavatelji te fakultete (Vladimir Arzenšek, Janez Jerovšek, Tine Hribar) naslednje leto zaradi neustreznih - "nemarksističnih" oz. "meščanskih" - idejnopolitičnih stališč odstranjen iz pedagoškega procesa. Vanj se je lahko vrnil šele, ko je bil leta 1985 formalno rehabilitiran in izvoljen za rednega profesorja na FSPN (kasnejši FDV). Dobro desetletje, ko je bil znanstveni svetnik na Inštitutu za sociologijo ljubljanske univerze, je izkoristil za raziskave različnih modelov države blaginje in industrijske demokracije na zahodu. Kot profesor in/ali raziskovalec je gostoval na univerzah po svetu (Uppsala 1972, Stockholm 1977, zahodni Berlin 1978, København 1979, Tokio 1980, Južna Karolina in Columbia v ZDA, 1987/88, Wassenaar (Nizozemska), 1989). Kot mednarodno uveljavljen sociolog se je posvečal teoriji organizacije, socialne politike in socialnega menedžmenta, še zlasti pa teoretski obravnavi človeškega dela v družbenem razvoju ter empiričnim raziskovanjem organizacij, odločanja oz. moči v njih, tj. organizacijske demokracije; prispeval je tudi k sociološki konceptualizaciji in sistematizaciji izkustva v socialni politiki ter k reševanju aktualnih družbenih vprašanj (politični in sociološki problemi privatizacije, socialna stratifikacija, družbeni aspekti razvoja, partnerstvo med državo in civilno družbo, sociološki vidiki prehoda iz moderne v postmodero družbo). Najpomembnejše mednarodne raziskave: Industrial democracy in Europe (v 15 evropskih državah), Decision-making in Organizations (Strateški procesi odločanja v treh evropskih državah); Pomen dela v 8 evropskih in izvenevropskih državah in Quality of wokring life (Kvaliteta delovnega življenja zaposlenih v elektronski industriji v 15 evropskih in izvenevropskih državah). Na Inštitutu za sociologijo in filozofijo je zasnoval raziskavo Kvaliteta življenja v Sloveniji, ki se je nato razširila tudi v jugoslovanski prostor. V okviru novoustanovljenega Inštituta za družbene vede reogranizirane FDV (1991) je postal prvi predstojnik Centra za evalvacijske in strateške raziskave (zdaj ga vodi njegov sin Andrej Rus). Po ponovni vključitvi v delo na FDV (kot raziskovalni svetnik in redni profesor za področji industrijske sociologije in socialnega razvoja) v začetku 90. let se je Veljko Rus pedagoško osredotočil predvsem na podiplomski študij Menedžmenta neprofitnih organizacij, ki ga je tam vpeljal in na katerem je bil mentor 48 magistrom in 5 doktorjem znanosti.
Čeprav ni pripadal jedru uredništva Nove revije, je bil med podpisniki peticije za ustanovitev revije ter avtor članka v znameniti 57. številki. Ni sicer aktivno sodeloval v procesu politične pluralizacije Slovenije (čeprav so nekateri mladinski forumi, tudi v Delu, že konec leta 1987 v časopisju objavili oglas, v katerem so ga predlagali za predsednika SZDL Slovenije), pač pa je sodeloval pri pisanju osnutka slovenske ustave (t.i. Pisateljska ustava 1988), kjer je zagovarjal ohranitev in poglobitev samoupravljanja. Tudi po spremembi sistema je ostal kritičen do nove ureditve. Kot kandidat ljubljanske univerze je bil 1997 izvoljen v Državni svet Republike Slovenije (mandat do 2002), medtem ko s kandidaturo za njegovega predsednika ni uspel, ker je postal tarča političnih diskvalifikacij, povezanih z njegovo ugotovitvijo, da je ta institucija postala neustaven plen strankokracije. Nikoli pa ni prešel meja svoje stroke v politiko, saj je (v nasprotju z ideološkim "socialnim inženiringom") zagovarjal mnenje, da ima stroka (sociologija) samo nalogo ugotavljanja in predstavljanja možnih alternativ razvoja, politika pa nosi odgovonost izbire med njimi. Prav tako ni bil izvoljen za rektorja Univerze v Ljubljani, ki pa mu je leta 2001 podelila naziv zaslužnega profesorja. Postal je še častni član Slovenskega sociološkega društva (1991), ambasador znanosti Republike Slovenije (1995) in akademik oz. član SAZU (izredni 1991 in redni 1995).       
Pri Mednarodnem sociološkem združenju (International sociological association, ISA), katerega kongresov (in okoli 40 simpozijev) se je aktivno udeleževal od leta 1969, je ustanovil in tudi prvi vodil Raziskovalni komite št. 10 za industrijsko demokracijo (participacijo, delavsko kontrolo in samoupravljanje). 1993 je postal član Sveta za proučevanje prihodnosti Evrope (Council for Future of Europe), ustanovljenega pod okriljem Rimskega kluba in istega leta prevzel mesto podpredsednika področnega sveta za družboslovje ter 1994 v njegovem okviru organiziral strateško konferenco na temo Družbeni razvoj in razvoj družboslovja. Tega leta so na njegovo pobudo na kongresu Mednarodnega sociološkega združenja (ISA-1) ustanovili podkomite za privatizacijo, ki ga je tudi vodil. Bil je mdr. urednik pri revijah Sociologija in Organization studies (1980 začela izhajati z njegovim odmevnim člankom Positive and negative Power).      
Dobrih 30 let je imel najvidnejšo vlogo v mednarodnem primerjalnem raziskovanju med slovenskimi družboslovci ter med njimi tudi največkrat navajan avtor v svetu, saj je bil vključen v več mednarodnih raziskovalnih projektov.      
Bil je pobudnik in s Tinetom Hribarjem organizator posvetovanja "Izvori slovenske ustave" v Državnem svetu RS leta 2008 (zbornik izšel 2009).      
Sam ali z drugimi je skupaj objavil ali uredil več kot 30 knjig (od teh 7 pri tujih založbah), mdr. zbornik Privatizacija šolstva, zdravstva in kulture (FDV, 1996)     
Izdal je tudi zapiske in pričevanja svojega očeta Josipa Rusa (Pričevanja in spomini: O sokolstvu, Osvobodilni fronti in novi Jugoslaviji, 1989 ter Zapiski iz življenja Josipa Rusa, 1992).   

## Dela (monografije)
- Sociologija dela: skripta (1963)
- Oblikovanje operativnega modela samoupravne substrukture v gospodarskih delovnih organizacijah (1965)
- Analiza socialne organizacije delovnih kolektivov z vidika globalnih struktur : komunikacij, kontrole in odgovornosti (1968)
- Družbeni razvoj majhnega naroda (1969)
- Človek, delo in strukture (Maribor, 1970) (nagrada Kidričevega sklada)
- Naše vrednote (1971)
- Parkinsonovi zakoni (1972)
- Odgovornost in moč v delovnih organizacijah (1972)
- Work and Power: the liberation of work and the control of political power (soavtor, sourednik, 1980)
- Japonska: od posnemanja do izvirnosti (soavtor, 1982)
- Rad kao sudbina i kao sloboda: podjela i alienacija rada (soavtor Vladimir Arzenšek; Zagreb, 1984)
- Integracije v gospodarstvu (soavtor, 1984)
- Kvaliteta življenja v Ljubljani (raziskovalno poročilo, vodja raziskave, 1985)
- Odločanje in moč (1986)
- Izobraževanje in tehnološki razvoj (soavtorici Stanka Kukar, Milena Bevc, 1987)
- Inovativno podjetje (soavtor Janez Jerovšek, 1988)
- Decisions in Organizations (soavtorja  P. Drenth in F. Heller; London, Sage, 1988)
- Moč in nemoč samoupravljanja (soavtor Frane Adam; Zagreb, 1989)
- Socialna država in družba blaginje (Ljubljana, 1990)
- Ownership and Participation (urednik in soavtor, Oxford, 1991)
- Med antikomunizmom in postsocializmom (1992)
- Industrial Democracy in Europe Revisited (soavtor, 1993)
- Privatizacija na področju družbenih dejavnosti (1993)
- Podjetizacija in socializacija države (2001)
- Vrednote Slovencev in Evropejcev: analiza vrednotnih orientacij Slovencev ob koncu stoletja (soavtor Niko Toš, 2005)
- Tretja pot med antikapitalizmom in postsocializmom (2009)
- Filozofsko-sociološki spisi (1957-1964) (ur. Niko Toš in Andrej Rus, 2019)
- Veljko Rus v pogovorih z javnostjo (izbor intervjujev, ur. Niko Toš, 2019)